# Volemitol

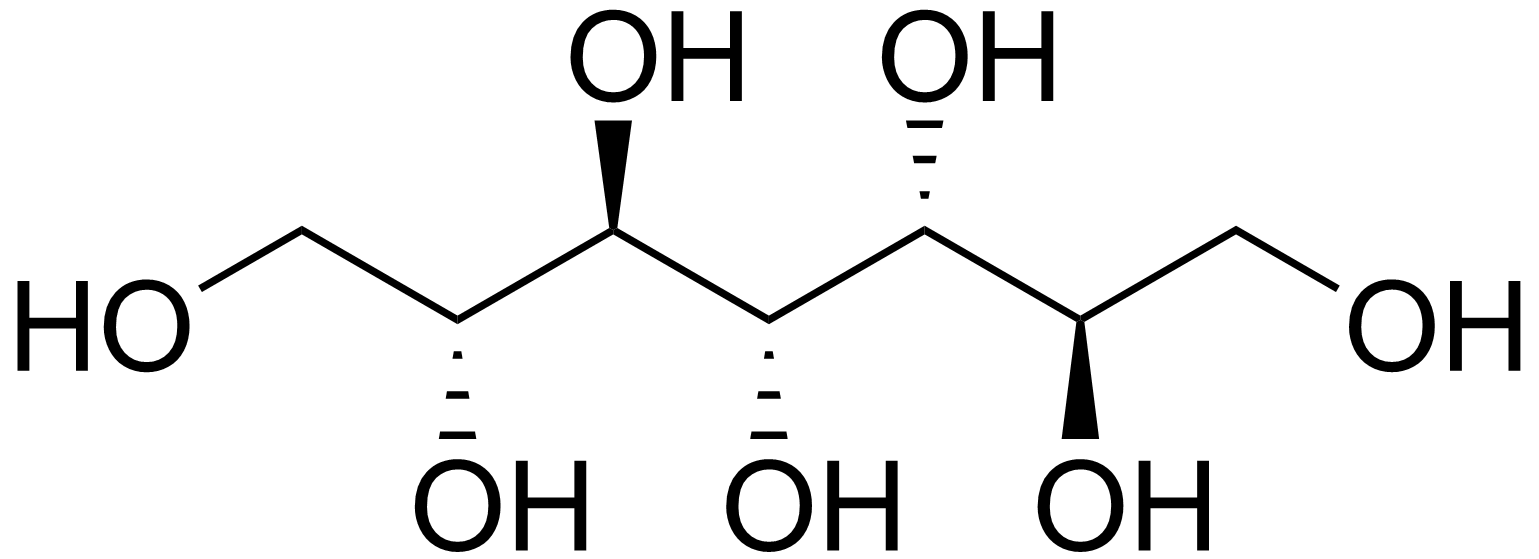
Estrutura química do volemitol.

Volemitol é um poli-álcool de sete carbonos de ocorrência natural. É uma substância amplamente distribuída em plantas, algas vermelhas, fungos, musgos e líquenes. Foi também encontrada em lipopolissacarídeos de E. coli. Em certas plantas superiores, como na Primula, o volemitol desempenha importantes papéis fisiológicos. Ele funciona como produto fotossintético, translocador de floema e armazenamento de carboidratos.
Ele é usado como adoçante natural.
O volemitol foi isolado pela primeira vez como uma substância branca cristalina, extraída do cogumelo Lactarius volemus pelo cientista francês Émile Bourquelot em 1889.